# Simeon Eben Baldwin

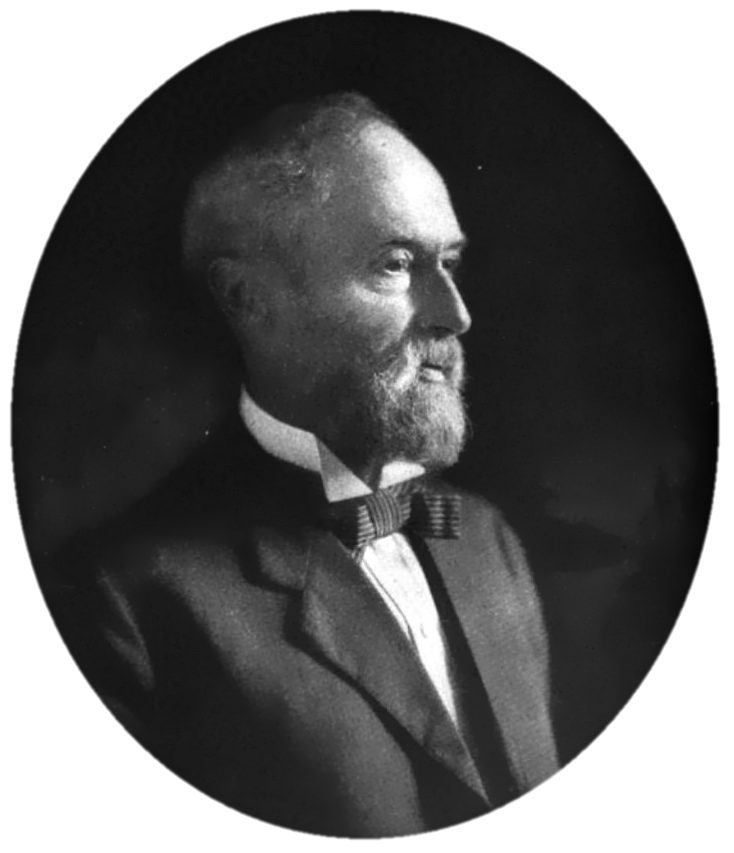
Simeon Eben Baldwin (1910)

Simeon Eben Baldwin (* 5. Februar 1840 in New Haven, Connecticut; † 30. Januar 1927 ebenda) war ein US-amerikanischer Politiker und von 1911 bis 1915 Gouverneur des Bundesstaates Connecticut.
Baldwin war ein Anwalt, der sich aktiv für die Demokratische Partei in der Politik einsetzte. Während seiner erfolgreichen Studienzeit an der Yale University wurde er in die dort ansässige Gesellschaft Skull & Bones berufen. Er war in den Jahren 1897 bis 1907 Richter am Connecticut Supreme Court, Oberrichter dieses Gerichts (1907–1910) und ein Kandidat für das US-Senatorenamt in Connecticut 1914. 1898 wurde er in die American Academy of Arts and Letters aufgenommen. 1910 wurde er gewähltes Mitglied der American Philosophical Society. 1910/11 amtierte er als Präsident der American Political Science Association (APSA). 1912 wurde er in die American Academy of Arts and Sciences gewählt. Er starb in New Haven; sein Grab befindet sich auf dem Grove Street Cemetery.
Er war der Sohn von Roger Sherman Baldwin, der von 1844 bis 1846 ebenfalls Gouverneur von Connecticut war.